# あかのたちお

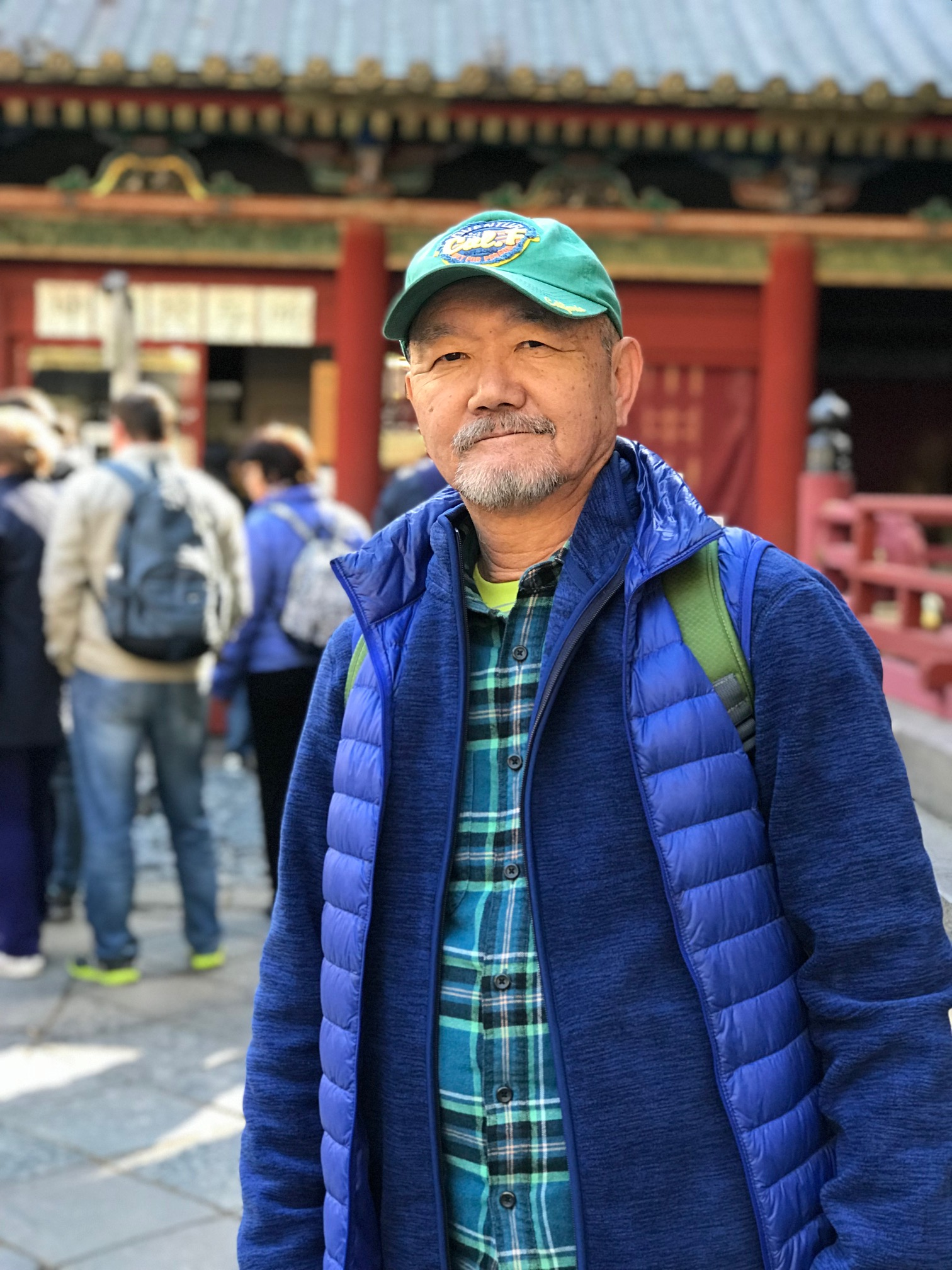
2022年撮影

あかの たちお（1948年2月5日 - ）は、日本の作曲家・編曲家。
本名は赤野 立夫（読み同じ）。作曲家すぎやまこういちの弟子。JASRACメンバー。

## 主な楽曲
- アグネス・チャン『白いくつ下は似合わない』（編曲）
- 麻丘めぐみ『悲しみのシーズン』『夜霧の出来事』（編曲）
- 浅野ゆう子『太陽のいたずら』（編曲）
- 麻生よう子『霧笛』（編曲）
- 石原裕次郎『おれの小樽』（編曲）
- 内山田洋とクール・ファイブ『海鳴り』『二人の御堂筋』『女の河』（編曲）
- 大塚博堂
  - 『めぐり逢い紡いで』『Never Could Say Good-bye』『旅でもしようか』『映画館』『夕暮れのような微笑』『星への階段（Stairway to the stars）』『結婚する気もないのに』『一冊の本』『あなたという港』『突然の出逢いに』『それぞれ』『後悔』『愛しはじめて』『アデュー』『男と女の光景』『夜迷星』『待ち人来たらず』『もう少しの居眠りを』（編曲）
- 岡林信康
  - 『ミッドナイト・トレイン』『オリビアに』『新説SOS』『セレナーデ』、アルバム『セレナーデ』全曲（編曲）
- 長南百合子とシルクロード『オサム』（作曲・編曲）
- 金井克子『遥かなる愛』（編曲）
- 川田ともこ『あかね雲（リメイク版）』『つむぎ唄（リメイク版）』（編曲）
- 木の実ナナ『おまえさん』（編曲）
- 黒部幸英『青春の一ページ』（作曲・編曲）
- 西郷輝彦『旅立ち』『しなやかな愛』（編曲）
- 西城秀樹
  - 『涙と友情』『白い教会』『青春の挽歌』（編曲）
  - 『この愛のときめき』『さよならの宿命』『夕やけ雲』『土曜の夜』『哀しみこめて夜明けが見える』『グリーンベルトに愛の接吻を』（作曲・編曲）
- 榊原郁恵『バス通学』（編曲）
- 坂本冬美『さよなら小町』（編曲）
- 佐良直美『時計館』（編曲）
- 桜田淳子 『花物語』『花占い』（編曲）
- しのづかまゆみ『パパはもうれつ』（編曲）
- シルクロード『バイ・バイ・バイ』『切らないで』（作曲・編曲）
- 鈴木ヒロミツ『でも、何かが違う』（編曲）
- スラップスティック『ハートブレイク サンセット』（編曲）『モシモシ……』（編曲）
- 田中星児『ビューティフル・サンデー』（編曲）
- 内藤やす子『弟よ』（編曲）
- 新沼謙治『おもいで岬』『嫁に来ないか』（編曲）
- 西田敏行『木綿の愛情』（作曲・編曲）
- 橋幸夫『急ぎ旅』（作曲・編曲）『ちぎれ雲』（作曲・編曲）アルバム『股旅グラフィティ』所収
- 林寛子『恋はお伽噺じゃないから』（編曲）
- ピーター「むかしの女」（編曲）
- ビューティ・ペア『かけめぐる青春』『真赤な青春』『青春にバラはいらない』（作曲・編曲）
- 日吉ミミ『十時の女』『世迷い言』（編曲）
- 藤圭子『マリモものがたり』（作曲・編曲）『妻籠の宿』『釜ヶ崎人生』『真赤なカラス』『沖縄の四季』（編曲）　　　　　全曲、アルバム『圭子のにっぽんひとりあるき』（1974）収録
- 5カラット『ジンギスカン』（編曲）
- 細川たかし『心のこり』『みれん心』『置き手紙』（編曲）
- 本郷直樹『悲しみにつばをかけろ』（編曲）　※テレビドラマ「白い牙」主題歌
- 松田優作『銀次慕情』（編曲）
- 松本新吾『翼よ!』（作曲）※「欽ドン!良い子悪い子普通の子」エンディングテーマ
- 松本ちえこ『恋人試験』『恋人願書』（作曲・編曲）
- 森田健作『両手いっぱいの明日』（編曲）

## TV音楽
- 欽ドン!良い子悪い子普通の子 - テーマ作曲・編曲
- 大都会 PARTII - 一部BGM作曲
- 日曜洋画劇場 - オープニングテーマ（1984年10月～1996年9月まで使用）
- あいうえお

## CMソング
- 両備グループCMイメージソング『街は青春』（作曲・編曲）

## アニメ
- スプーンおばさん（音楽監督）
- まんが花の係長『花の係長』『嗚呼!花の係長』（編曲）
- 元祖天才バカボン『タリラリランのコニャニャチワ』『パパはやっぱりすばらしい』『元祖天才バカボンの春』（編曲）
- わんぱく大昔クムクム『クムクムのうた』『サウルスくんまたね』（編曲）
- はじめ人間ギャートルズ『はじめ人間ギャートルズ』『やつらの足音のバラード』（編曲）
- サイボーグ009 超銀河伝説（劇中音楽編曲）
- 戦国魔神ゴーショーグン（主題歌、劇中音楽作曲）
- マシンロボ クロノスの大逆襲（劇中音楽作曲、主題歌編曲、挿入歌作・編曲）
- マシンロボ ぶっちぎりバトルハッカーズ（主題歌、劇中音楽作曲）

## 企画アルバム
- 必殺! The Hissatsu Sound
  - 平尾昌晃が作曲し竜崎孝路が編曲した『必殺仕掛人』『必殺仕置人』『助け人走る』の劇中曲を、あかのが編曲・再編成し、ステレオ録音したアルバムで、竜崎の「原編曲」を生かす編曲を心がけたという[1]。
  - キングレコードより、1986年1月にLPレコードとカセットテープで先行発売され、翌月にCD（LPとカセットよりも1曲多い構成）も発売された。また、2000年発売の復刻盤CDには、川田ともこが1985年の『新・必殺仕置人』のLP発売時に再レコーディングした「あかね雲」と「つむぎ唄」、さらに初音盤化となる両曲のカラオケもボーナス・トラックとして収録された。

## その他
- なのはな体操（作曲・編曲）

※なのはな体操は千葉県教育委員会の企画による「県民体操曲」で、ノーマルパターンとスローパターンの2曲が作曲・製作された。